# Lista chorążych reprezentacji Gambii na igrzyskach olimpijskich
Lista chorążych reprezentacji Gambii na igrzyskach olimpijskich – lista zawodników i zawodniczek reprezentacji Gambii, którzy podczas ceremonii otwarcia nowożytnych igrzysk olimpijskich nieśli flagę Gambii.

## Chronologiczna lista chorążych
| Lp. | Rok i miejsce     | Chorąży             | Dyscyplina    |
| --- | ----------------- | ------------------- | ------------- |
| 1   | 1984, Los Angeles | Omar Faye           | lekkoatletyka |
| 2   | 1988, Seul        | Dawda Jallow        | lekkoatletyka |
| 3   | 1992, Barcelona   | Dawda Jallow        | lekkoatletyka |
| 4   | 1996, Atlanta     | Dawda Jallow        | lekkoatletyka |
| 5   | 2000, Sydney      | Adama N’Jie         | lekkoatletyka |
| 6   | 2004, Ateny       | Jaysuma Saidy Ndure | lekkoatletyka |
| 7   | 2008, Pekin       | Badou Jack          | boks          |
| 8   | 2012, Londyn      | Suwaibou Sanneh     | lekkoatletyka |
| 9   | 2016, Rio         | Gina Bass           | lekkoatletyka |
| 10  | 2020, Tokio       | Gina Bass           | lekkoatletyka |
| 10  | 2020, Tokio       | Ebrima Camara       | lekkoatletyka |